# 卡沃利-弗兰凯蒂宫

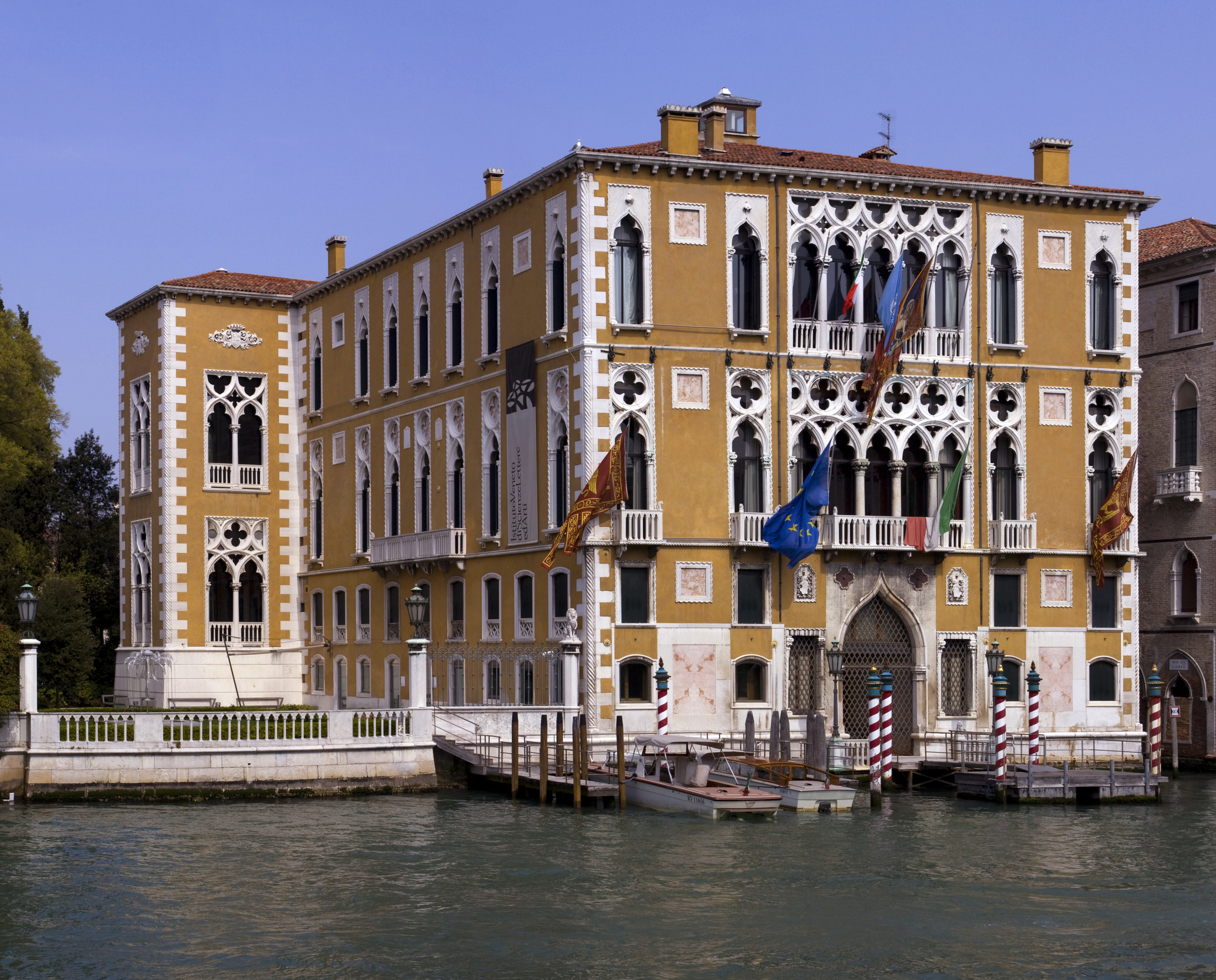

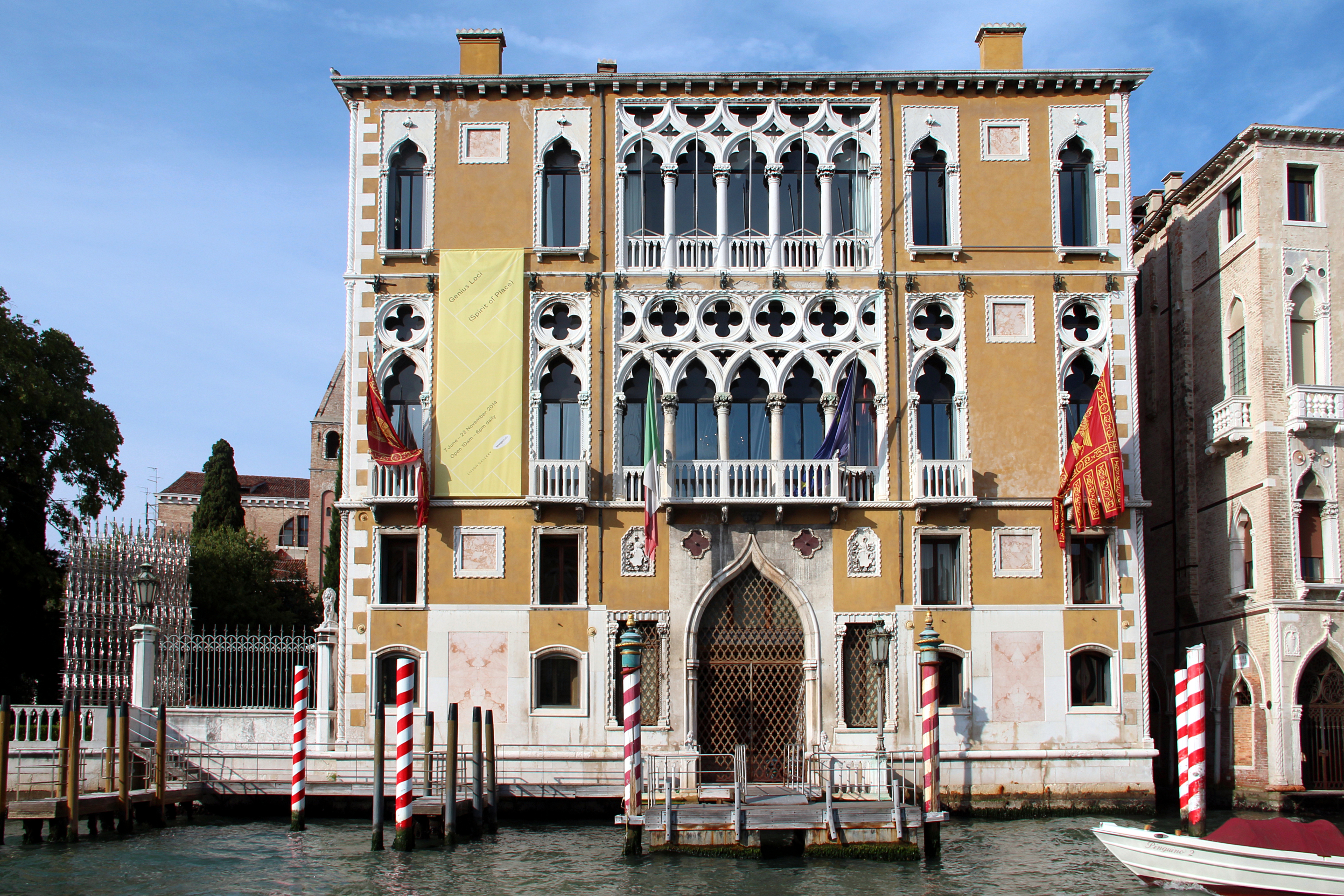
宮殿的南立面

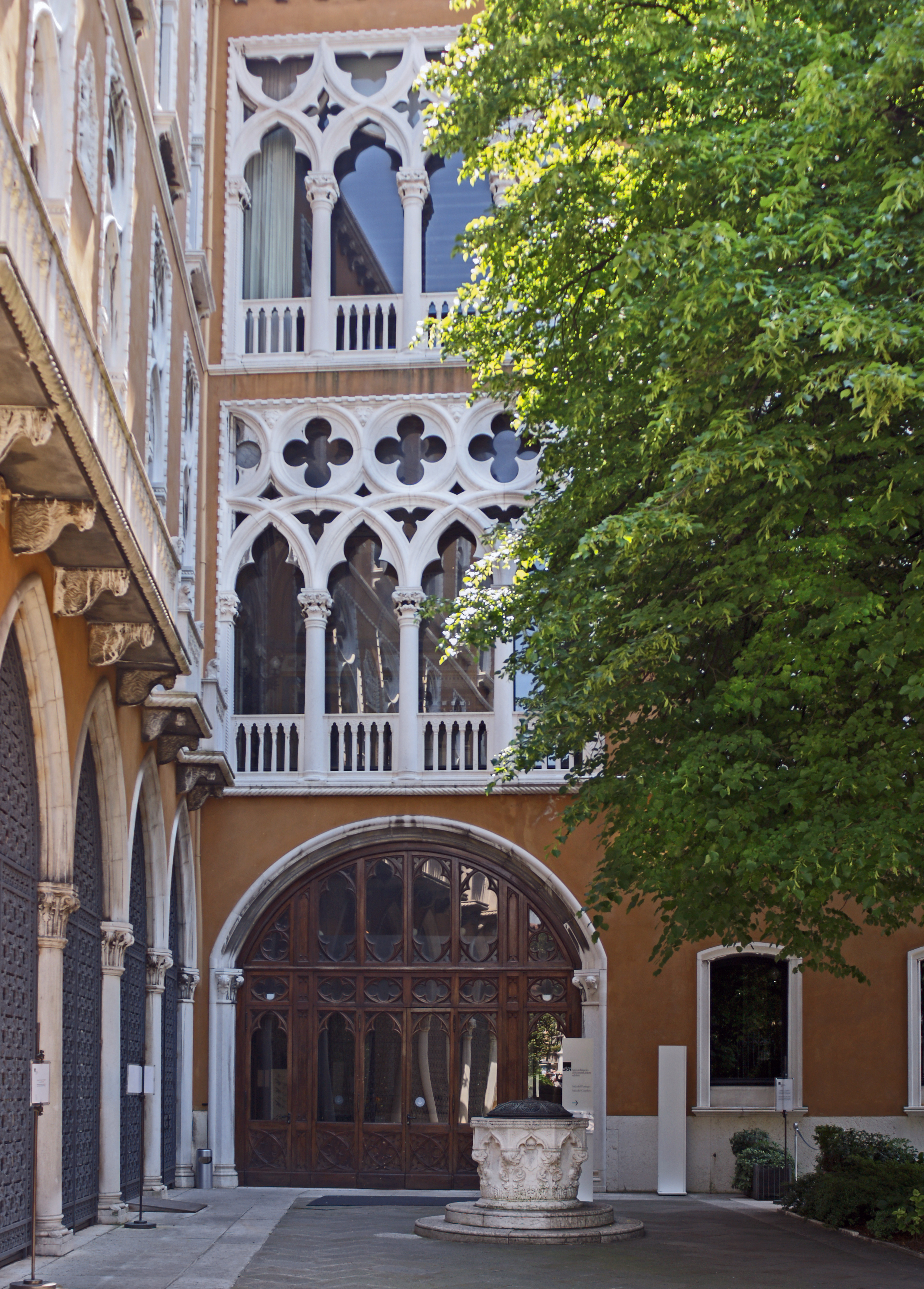

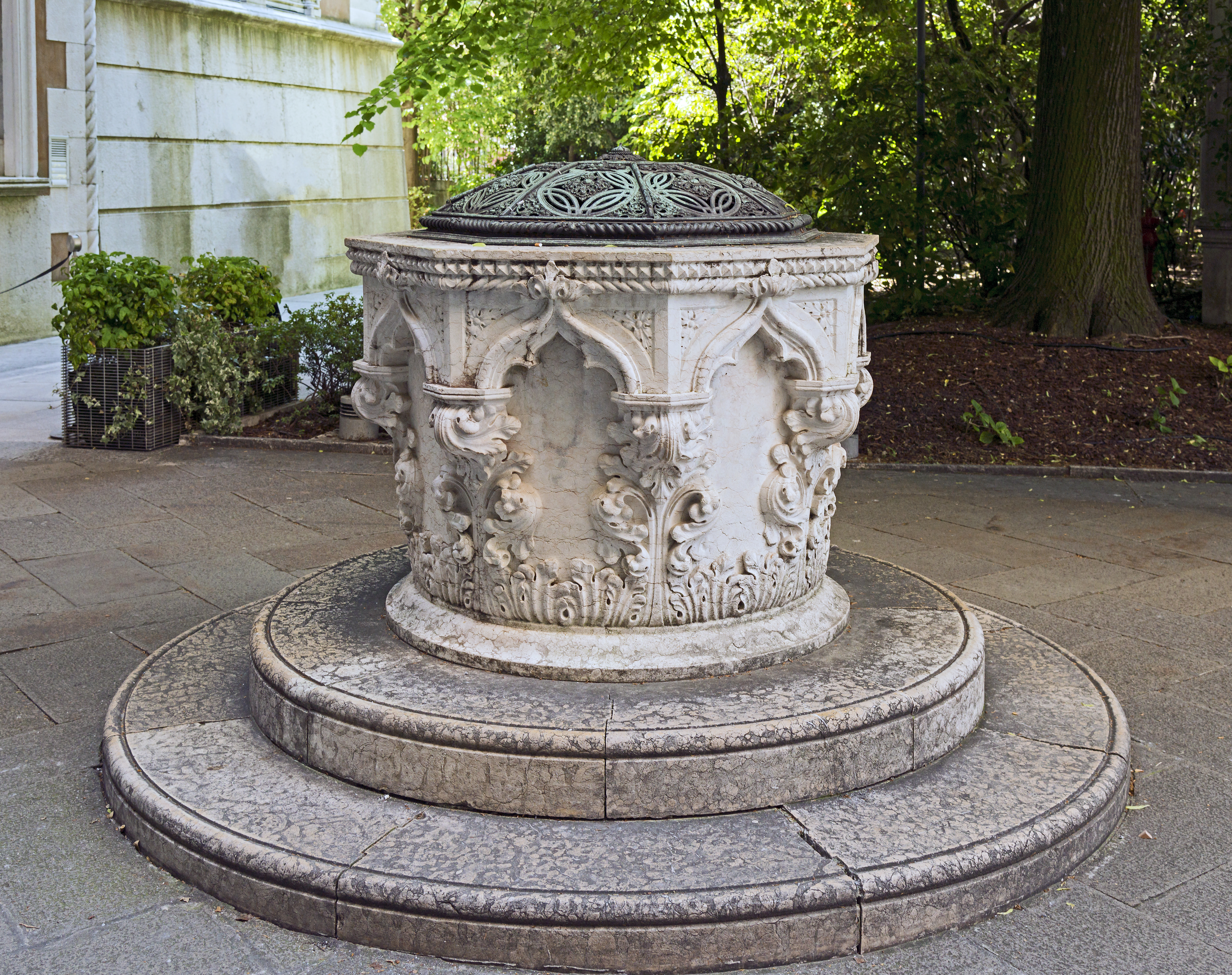

卡沃利-弗兰凯蒂宫（Palazzo Cavalli-Franchetti）是意大利威尼斯大运河畔的一座宫殿，离学院桥不远，毗邻巴巴罗宫。自1999年以来, 它一直是威尼托科学、艺术和人文学会（Istituto Veneto di Scienze, Lettere ed Arti）的所在地，经常举办文化活动。
这座宫殿建于1565年。在十九世纪它内部现代化，外观也改建为威尼斯哥特式风格。在1840年之后，年轻的奥地利费迪南大公（1821–1847）改建这座宫殿， ，旨在大运河沿线突出哈布斯堡王朝的存在感，因为在拿破仑战争之后，奥匈帝国获得了威尼斯的领土。费迪南大公尚未完婚即早早去世，在1847年，宫殿由亨利 (尚博伯爵)购买（被波旁王位正统派称为亨利五世）。他进一步修复宫殿；他的肖像在阳台上，背景是安康圣母圣殿，是在摩德纳公爵宫。
1878年，雷蒙多弗兰凯蒂男爵（1829–1905） 迎娶维也纳罗斯柴尔德家族的安塞姆·所罗门·罗斯柴尔德之女撒拉·路易莎·罗斯柴尔德（1834–1924），购买了这座宫殿，并委托建筑师卡米罗博伊托，建造了宏伟的楼梯。1922年9月，弗兰凯蒂的遗孀将其出售。 